# Euagathis fulvipennis
Euagathis fulvipennis är en stekelart som beskrevs av Szepligeti 1900. Euagathis fulvipennis ingår i släktet Euagathis och familjen bracksteklar. Inga underarter finns listade i Catalogue of Life.